# 日本语国际中心

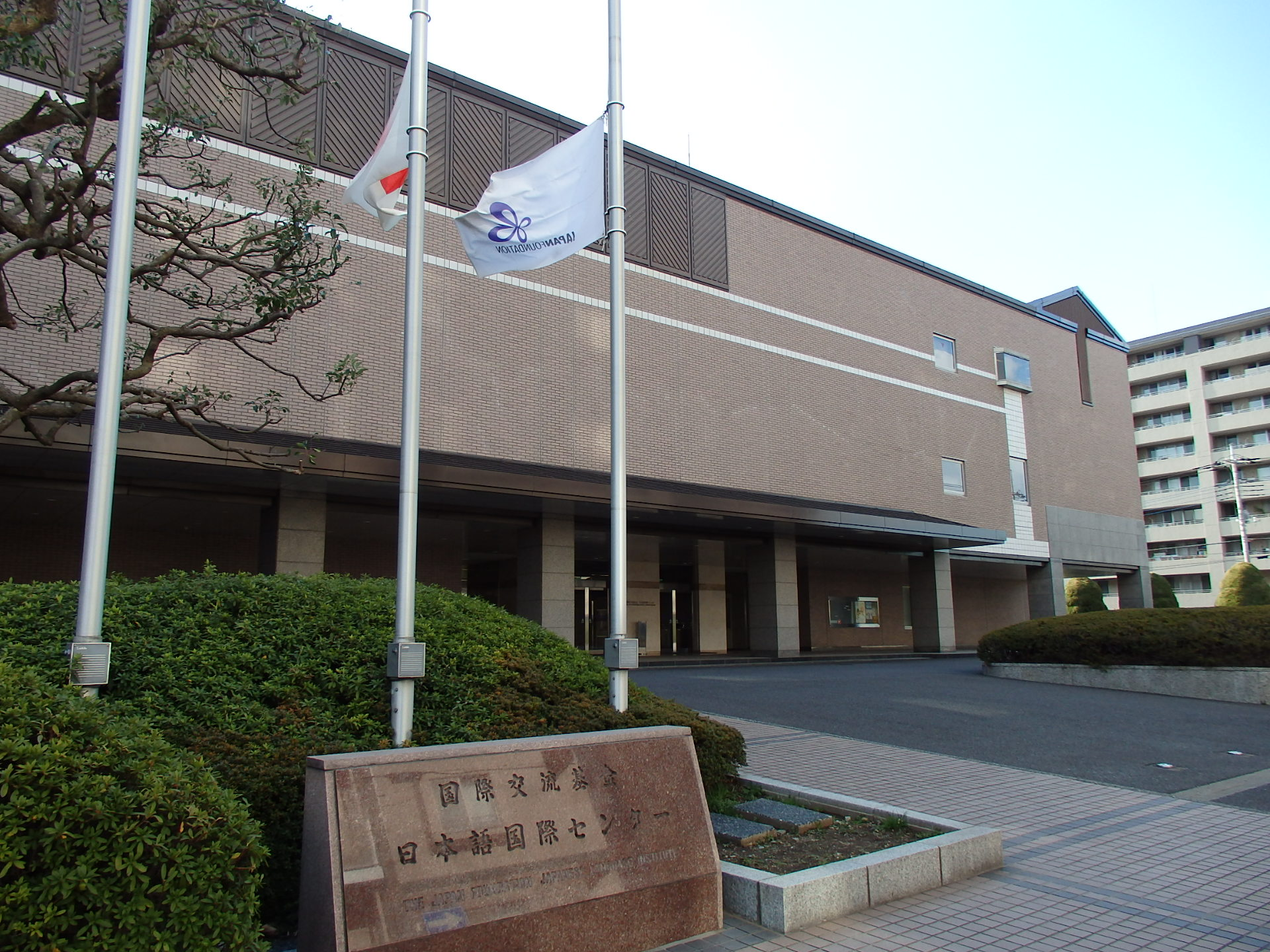
日本语国际中心

日本语国际中心（日语：日本語国際センター），是位于日本埼玉縣埼玉市浦和區的日语教育以及国际交流设施。由独立行政法人国际交流基金设立，内设有图书馆跟住宿设施。

## 概要
为介绍日本文化，促进与其他国家的交流，国际交流基金于1989年（平成元年）在以文教都市著称的埼玉县浦和市设立了该中心。这也是第一所以支援海外日语教育为目的的综合设施。在此进行了诸如招募海外日语教师、出版日语教育书籍、以及放映《艾琳的挑战！我会说日语。》等活动。1997年在大阪府设立了关西国际中心。2001年，浦和市与大宫市、与野市合并，该中心的地理位置变更为埼玉市浦和区。并在浦和車站前的Comunale（コムナーレ）9层设立了国际交流设施。

## 设施
- 日本语国际中心图书馆：日语教育领域专业图书馆
- 多功能厅：可容纳200人[1]
- 住宿房间：144间
- 餐厅
- 日式房间

## 历史
- 1989年7月1日设立[2]。

## 交通方式
所在地：埼玉县埼玉市浦和区北浦和5-6-36
- JR京浜東北線北浦和駅西口步行8分

## 相关项目
- 加藤秀俊 - 1996年至2005年担任所长
- 荒川洋平 - 讲师

## 相关链接
- （日語） 国际交流基金日本语国际中心官方網站 （页面存档备份，存于）